# Sphenoeacus afer
La yerbera de El Cabo (Sphenoeacus afer) es una especie de ave paseriforme de la familia Macrosphenidae endémica del África austral. Es la única especie del género  Sphenoeacus. El término procede de la combinación de las palabras griegas sphen «cuña» y oiax «timón», en referencia a su cola en forma de cuña.

## Descripción
La yerbera de El Cabo mide entre 17 y 19 cm de largo y pesa alrededor de 30 g. Su píleo y laterales de rostro son castaños rojizos, excepto alrededor de los ojos y sus cortas listas superciliares, donde es blanco. Presenta una bigotara blanca y una lista malar negra que enmarca su garganta también blanca. Sus partes superiores son pardas con un marcado veteado y su larga cola es algo más clara, mientras que sus partes inferiores son blanquecinas con moteado negruzco. Ambos sexos tienen un aspecto similar, pero los juveniles tienen el píleo listado y un aspecto menos llamativo que los adultos. Su canto es musical y tintineante, y su llamada es un fiiio nasal.
Su cola larga, puntiaguda y desordenada y su píleo castaño y listas faciales son características e identificativas de la especie. Es más grande que cualquier cistícola, y su larga cola y el veteado de su espalda elimina la confusión con la yerbera bigotuda.

## Distribución y hábitat
La yerbera de El Cabo cría en el África austral, distribuida por Sudáfrica, Lesoto, Mozambique y Suazilandia, con una población aislada en el este de Zimbabue. Es una especie común en la costa, el fynbos y los herbazales altos de montaña, además de los valles fluviales.

## Comportamiento y ecología
La yerbera de El Cabo construye nidos en forma de cuenco suspendidos en los matorrales. La especie es monógama y se empareja de por vida. Sus huevos tienen una de las tasas más bajas de desarrollo embrional entre las aves del sur de África.
Generalmente se encuentra solo o en parejas, moviéndose entre la vegetación en busca de insectos y otros pequeños invertebrados para alimentarse.

## Estado de conservación
Es una especie abundante y con una distribución relativamente amplia, que se estima en unos 390.000 km². Se cree que el tamaño de su población es grande, por lo que se considera una especie lejos de los umbrales de amenaza de la UICN, por lo que se clasifica como especie bajo preocupación menor.